# Iole crypta
Iole crypta (syn: Iole charlottae crypta) és una espècie d'ocell de la família dels picnonòtids (Pycnonotidae). Es troba al sud-est de Myanmar, al sud-oest de Tailàndia, a la península de Malaca, Sumatra i les illes properes. Els seus hàbitats principals són els boscos tropicals i subtropicals de frondoses humits de les terres baixes. El seu estat de conservació no ha estat avaluat.

## Taxonomia
Va ser considerat com una subespècie del bulbul canyella fins que va ser separat i reclassificat com a espècie separada pel COI el 2017.
Segons la llista mundial d'ocells del Congrés Ornitològic Internacional (versió 13.2, juliol 2023) aquest tàxon tindria la categoria d'espècie. Tanmateix, altres obres taxonòmiques, com el Handook of the Birds of the World i la quarta versió de la BirdLife International Checklist of the birds of the world (Desembre 2019), el consideren encara una subespècie del bulbul canyella (Iole charlottae crypta).